# لامشان
لامشان یکی از روستاهای استان آذربایجان شرقی است که در دهستان قرانقو بخش مرکزی شهرستان هشترود واقع شده‌است.این روستا در جنوب شهرستان هشترود (سراسکند)، کنار جاده هشترود مراغه واقع شده است. حد شرقی روستا به حدود روستاهای علی آباد، قره سگل و خراسانک ختم می شود. از طرف غرب، رودخانه قرنقو، این قسمت از روستا را احاطه کرده است. حدود شمالی روستا که شامل زمینهای آبی و باغات می باشد، به یوخاری( زمینهای بالا دست) معروف است و درنهایت به زمینهای حد و مرزی هشترود و روستای بیات ختم می شود. جنوب روستا هم به واسطه زمینهای آبی پایین دست، که به آشاغا، معروف است، به خط راه آهن شمالغرب و حد و مرز روستای چپینی می رسد. این روستا یکی از روستا های اقماری دهستان قرنقو می باشد و به واسطه آب چهار فصل همین رودخانه، یکی از روستاهای سر سبز و پررنق از نظر کشاورزی و دامپروری است. زمینهای آبی اکثرا، زیر بار کشت یونجه است که در هر سال حدود سه بار یا سه چین محصول می دهد و این امر به نوبه خود دامپروری را هم پر رونق کرده است.
آب و هوای روستا عمدتا کوهستانی و در زمستان سرد و در تابستان معتدل است. عمده نزولات جوی در پاییز و زمستان برف می باشد که به همین خاطر باعث برودت و یخبندان می شود. 
تنها بنا و بافت تاریخی این روستا که یادگار دوران نه چندان کهن است، مسجد تاریخی روستاست که در محله ای به همین نام (مچید قاباغی) واقع شده است و بنای آن را به سلسله قاجار نسبت می دهند. جنس مصالح به کار رفته آجر قرمز می باشد که به وسیله در و پنجره های چوبی بزرگ از جنس گردو، در چهار جهت به بهترین شیوه تزئین شده است، محراب داخلی، ستونها، سر ستونها و سقف هلالی و طاق ضربی آن، به استادانه ترین، روش بنا و پابر جا شده است و چشم هر بیننده ای را سحرو جادو می کند.
مردمان روستا، اکثرا کشاورزان و دامپرورانی هستند که در آمد و منابع مالیشان بیشتر وابسته به همین شغلهاست. البته در دهه های اخیر جوانان و قشر تحصیل کرده به شغلها و مناصب دولتی و سایر مشاغل که امروزه نام آزاد را بر آن نهاده اند، گرایش پیدا کرده اند.
تعداد خانوار و جمعیت روستا، بر اساس آخرین سرشماری نفوس و مسکن، ۱۰۶ خانوار و ۶۱۲ نفر می باشد.متاسفانه در دهه و سالهای اخیر مهاجرت جوانان جویای کار، به شهرها دور و نزدیک باعث کاهش محسوس نیروی این قشر، در روستا شده است به گونه ای که میانگین سن ساکنان را در حد چشمگیری بالا برده است.